# 이본 드골

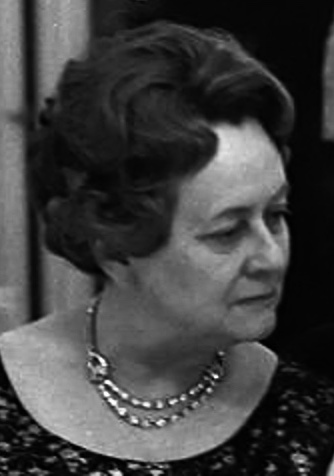
1968년의 드골

이본 샤를로트 안마리 드골(프랑스어: Yvonne Charlotte Anne-Marie de Gaulle,  혼전 성씨: 방드루(Vendroux), 1900년 5월 22일~1979년 11월 8일)은 샤를 드골의 아내였다. 그 부부는 필리프, 엘리자베트, 안 등 세 명의 자녀를 두었다. 이본 드골은 장애를 가진 아이들을 돕기 위해 La Fondation Anne-de-Gaulle이라는 자선 단체를 설립했다.
이본과 샤를은 1921년 4월 6일에 결혼했다. 그녀는 대통령직은 일시적이지만 가족은 영구적이다. 그녀와 그녀의 남편은 1962년 8월 22일 쁘띠클라마트에서 장 바스티앙티리의 기관총 사격으로 시트로엥 DS가 표적이 된 암살 시도를 가까스로 모면했다."
그녀의 남편과 마찬가지로 이본 드 골은 보수적인 가톨릭 신자였고, 매춘, 신문 가판대에서의 포르노 판매, 그리고 그녀의 유명한 별명인 탄테 이본(Tante Yvonne)에서 반향을 일으킨 적이 있다. 후에, 그녀는 프랑스에서 미니스커트를 금지하도록 드골을 설득하려 했지만 실패했다.
이본은 매우 신중한 것으로 알려져 있는데, 수많은 출연에도 불구하고 그녀는 라디오나 TV 인터뷰를 한 적이 없었으며, 대중들은 그녀의 목소리를 전혀 알지 못했다.